# Pilori de La Sarraz
Le pilori de La Sarraz se trouve dans la commune suisse de La Sarraz, dans le canton de Vaud. 
Le pilori, situé à proximité de la Place du Temple, est le dernier pilori de Suisse romande ; c'était un lieu de supplice sur lequel les malfaiteurs, les faussaires, les falsificateurs de vin, huile, beurre ou femmes adultères étaient livrés pendant 2 heures à la vindicte populaire,, la tête encerclée par un carcan.